# 톤 벨

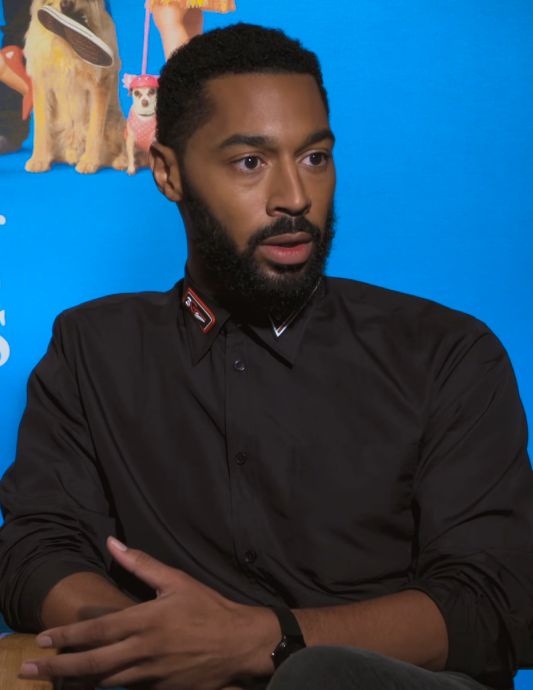

톤 벨(Tone Bell, 1983년 8월 10일 ~ )은 미국의 배우, 텔레비전 배우이다.
디케이터에서 태어났다.

## 방송
- 팸
- 대관절 해피니스
- 피플 아 토킹
- 배드 저지
- 휘트니 시즌2

## 영화
- 톰과 제리 - 톰의 머릿속 천사 역